# Andy Drury
Andrew Mark Drury, detto Andy (Sittingbourne, 28 novembre 1983), è un ex calciatore inglese, di ruolo centrocampista.

## Caratteristiche tecniche
Gioca da esterno di centrocampo.

## Carriera

### Giocatore
Inizia la carriera al Sittingbourne, club semiprofessionistico della sua città natale, in cui gioca dal 2001 al 2003 in Southern Football League (sesta divisione inglese) per poi trasferirsi al Gravesend & Northfleet in quinta divisione, categoria in cui gioca per il successivo triennio; nel 2006 passa invece al Lewes, con cui gioca in sesta divisione per due stagioni consecutive, la seconda delle quali terminata con la vittoria del campionato.
Nell'estate del 2008 si trasferisce allo Stevenage, tornando a giocare in quinta divisione: nella stagione 2008-2009 vince il FA Trophy, mentre l'anno seguente vincendo il campionato conquista la promozione in quarta divisione (peraltro la prima nella storia del club). A fine anno viene ceduto al Luton Town, nuovamente in quinta divisione: dopo 6 reti in 23 presenze, grazie ad una doppietta nella partita di FA Cup del 27 novembre 2010 viene notato dall'Ipswich Town, che a stagione in corso lo acquista dagli Hatters: il 31 gennaio 2011, infatti, viene prelevato per 150000 sterline dai Tractor Boys, con i quali firma un contratto della durata di due anni e mezzo. Ad una settimana esatta dal suo acquisto fa anche il suo esordio con la nuova maglia, in una partita di campionato pareggiata per 1-1 in casa contro l'Hull City nella quale viene schierato subito da titolare. In questa sua prima stagione nel club gioca 12 partite di campionato senza mai segnare, mentre nella stagione 2011-2012 dopo un iniziale periodo in prestito al Crawley Town (con cui mette a segno 3 reti in 13 presenze nella quarta divisione inglese) realizza 2 reti in 21 presenze in seconda divisione con l'Ipswich Town, con cui poi gioca con regolarità anche nella stagione 2012-2013, in cui è autore di 29 presenze.
Scaduto il suo contratto con il club di Ipswich rimane inizialmente svincolato, accordandosi tuttavia dopo pochi giorni (il 17 giugno 2013) al Crawley Town, nel frattempo promosso in terza divisione, con cui trascorre l'intera stagione 2013-2014 giocando da titolare fisso (41 partite in campionato, con 5 reti segnate) in questa categoria. A fine stagione fa ritorno al Luton Town, nel frattempo appena risalito in quarta divisione, che lo acquista per 100000 sterline; a fine stagione, dopo complessive 2 reti in 35 presenze in incontri di campionato, club e giocatore rescindono in modo consensuale il contratto, che sarebbe altrimenti scaduto al termine della stagione 2015-2016, nella quale invece Drury gioca in quinta divisione all'Eastleigh, club con cui trascorre anche alcuni mesi all'inizio della stagione 2016-2017 per poi scendere di una categoria ed accasarsi all'Ebbsfleet Utd (nuovo nome assunto nel frattempo dal Gravesend & Northfleet, in cui il centrocampista già aveva giocato ad inizio carriera), dove rimane invece per un triennio (trascorrendo la sola stagione 2016-2017 in sesta divisione ed il biennio seguente in quinta divisione), ovvero fino al termine della stagione 2018-2019, quando scende nuovamente in sesta divisione all'Havant & Waterlooville, con cui rimane per la stagione 2019-2020 (interrotta prematuramente per via della pandemia di Covid-19). Negli anni seguenti continua a giocare a livello semiprofessionistico, tra la settima e l'ottava divisione inglese, ricoprendo saltuariamente anche degli incarichi manageriali per i club in cui gioca.

### Allenatore
Il 22 marzo 2022 è stato ingaggiato come allenatore dal Whitstable Town, club della South East Division della Isthmian League (ottava divisione); ha poi lasciato l'incarico sempre nel 2022 per diventare allenatore del Margate, club da cui si è dimesso il 26 dicembre 2022. Nel 2023 si è accasato al Folkestone Invicta, con il doppio ruolo di giocatore ed allenatore.

## Palmarès

### Giocatore

#### Competizioni nazionali
- Conference League South: 1

Lewes: 2007-2008
- FA Trophy: 1

Stevenage: 2008-2009
- Conference League Premier: 1

Stevenage: 2009-2010